# Paniga
Paniga è una frazione del comune di Morbegno, in provincia di Sondrio.

## Geografia fisica
La frazione di Paniga è situata a nord-est del centro comunale, sulle rive del fiume Adda ai piedi delle Alpi Retiche, a valle della Colmen di Dazio. È collegata con Morbegno e altri centri della provincia grazie alla strada statale 402 Valeriana. Il Ponte di Paniga permette di raggiungere la frazione e i centri abitati di Campovico e Desco attraversando il fiume Adda.

## Storia
Anticamente era conosciuta come Ponticelli, proprio per la sua posizione e la possibilità di raggiungere la sponda settentrionale del fiume Adda. Paniga appare nei censimenti comunali sin dal XV secolo, insieme all'abitato di Desco.

## Monumenti e luoghi d'interesse
Nella frazione si trova la chiesetta seicentesca della Madonna delle Grazie, che conservava un dipinto della Madonna con bambino oggi situata all'interno nella moderna chiesa della Madonna delle Grazie, pregevole esempio di architettura contemporanea realizzato tra il 1969 e il 1979 su progetto dell'architetto Luigi Caccia Dominioni. Paniga è servita anche di un proprio cimitero sulla strada per Desco a 500 metri dal centro abitato.